# Alex Kurtzman
Pour les articles homonymes, voir Kurtzman.
Alex Kurtzman est un producteur, réalisateur et scénariste américain né le 7 septembre 1973 à Los Angeles. Il travaille souvent en collaboration avec Roberto Orci.

## Biographie
Kurtzman est né et a grandi à Los Angeles, en Californie où il a rencontré son ami de lycée et collaborateur de longue date Roberto Orci. Il a fréquenté l'Université de Wesleyan.
Kurtzman est le premier à s'associer avec Orci à la télévision sur la série Hercule, pour l'unité de la télévision du Pacifique Renaissance Pictures, puis opérant à partir de Universal International. Après ils ont produit plusieurs scénarios pour faire face à l'absence de l'acteur principal Kevin Sorbo. À la suite d'un accident vasculaire cérébral dont Sorbo avait souffert au cours de la quatrième saison, la direction de l'émission a été confiée à Kurtzman et à Orci. Ils avaient tous deux  24 ans. Ils sont passés à la réalisation de films après avoir été invités à réécrire The Island de Michael Bay. Le film a obtenu 162 millions de $ au box-office sur un budget de 126 millions de $, ce qui a été un succès suffisant qu'ils ont été ramenés pour Transformers (de Michael Bay également), qui a valu 710 millions de $. Bien que The Island, Transformers et Transformers 2 : La Revanche n'aient pas été particulièrement bien reçus par les critiques, les trois films ont rapporté une somme globale de 1,7 milliard de $. Ils ont écrit le film de 2009 Star Trek aux côtés de J. J. Abrams, avec lequel ils avaient cocréé la série de fiction Fringe de la Fox.
Après le succès, Kurtzman a servi comme producteur consultant sur le spectacle pour le reste du temps.
En 2011, le magazine Forbes décrit Orci et Kurtzman comme des « armes secrètes d'Hollywood » et que, au cours des six années précédentes, leurs films avaient rapporté un total de plus de 3 milliards $ au box-office. Le partenariat a également écrit Des gens comme nous à l'origine connu sous le nom de Welcome to People, qui était le premier film de Kurtzman.
En avril 2014, à la fois Orci et Kurtzman ont confirmé à Variety qu'ils ne voulaient plus travailler ensemble sur des projets de films. Ils ont ajouté qu'ils travailleraient encore ensemble, mais seulement sur des projets de télévision.
Il est ensuite chargé de réaliser le reboot de la franchise La Momie et de relancer un univers partagé en hommage aux Universal Monsters.

### Vie privée
En 2002, Kurtzman a épousé Samantha Counter, la fille de l'avocat Nick Counter.

## Filmographie

### Producteur
- 1999 : Hercule (Hercules: The Legendary Journeys) (série télévisée) - Saison 6, épisode 6
- 1999-2000 : Xena, la guerrière (Xena : Warrior Princess) (série télévisée)
- 2000 : Jack, le vengeur masqué (Jack all trade) (série télévisée)
- 2001-2004 : Alias (série TV) - 33 épisodes
- 2004 : The Secret services (téléfilm) de Clark Johnson
- 2008-2013 : Fringe (série TV) (également cocréateur)
- 2008 : L'Œil du mal (Eagle Eye) de D. J. Caruso
- 2009 : Star Trek de J. J. Abrams
- 2009 : La Proposition (The Proposal) d'Anne Fletcher
- 2010-2020 : Hawaii 5-0 (Hawaii Five-0) (série télévisée) (également cocréateur)
- 2010-2013 : Transformers: Prime (série télévisée d'animation)
- 2011 : Locke and Key (téléfilm pilote - projet de série télévisée) de Mark Romanek
- 2011 : Cowboys et Envahisseurs (Cowboys and Aliens) de Jon Favreau
- 2012 : Exit Strategy (téléfilm) d'Antoine Fuqua
- 2012 : Des gens comme nous d'Alex Kurtzman
- 2013 : Insaisissables (Now You See Me) de Louis Leterrier
- 2013 : Star Trek Into Darkness de J. J. Abrams
- 2013-2017 : Sleepy Hollow (série télévisée) (producteur exécutif)
- 2014 : Matador (série télévisée)
- 2014-2018 : Scorpion (série télévisée)  (producteur exécutif)
- 2015-2016 : Limitless (série télévisée)
- 2016 : Insaisissables 2 (Now You See Me: The Second Act) de Jon M. Chu
- 2017 : La Momie (The Mummy) d'Alex Kurtzman
- 2017-présent : Star Trek: Discovery (série télévisée)
- 2017-2018 : Salvation (série télévisée)
- 2020 : Star Trek: Picard (série TV)
- 2021 : Star Trek: Prodigy (série TV)
- 2021 : Clarice (série télévisée)
- 2022 : The Man Who Fell to Earth (série télévisée)
- 2022 : Star Trek: Strange New Worlds (série TV)
- 2025 : Insaisissables 3 (Now You See Me 3) de Ruben Fleischer

### Scénariste
- 1997-1999 : Hercule (Hercules: The Legendary Journeys) (série télévisée)
- 1999-2000 : Xena, la guerrière (Xena : Warrior Princess) (série télévisée) - Saison 5, épisode 12
- 2000 : Jack, le vengeur masqué (Jack all trade) (série télévisée) - Saison 1, épisodes 3 et 6 / Saison 2, épisode 4
- 2001-2004 : Alias, série télévisée, 33 épisodes
- 2004 : The Secret services (téléfilm) de Clark Johnson
- 2005 : The Island de Michael Bay
- 2005 : La Légende de Zorro (The Legend Of Zorro) de Martin Campbell
- 2006 : Mission impossible 3 (M:I-III) de J. J. Abrams
- 2007 : Transformers de Michael Bay
- 2009 : Star Trek de J. J. Abrams
- 2009 : Transformers 2 : la Revanche (Transformers : Revenge of the Fallen) de Michael Bay
- 2011 : Locke and Key (téléfilm pilote - projet de série télévisée) de Mark Romanek
- 2011 : Cowboys et Envahisseurs (Cowboys and Aliens) de Jon Favreau
- 2012 : Des gens comme nous d'Alex Kurtzman
- 2013 : Star Trek Into Darkness de J. J. Abrams
- 2014 : The Amazing Spider-Man : Le Destin d'un héros de Marc Webb
- 2020 : Star Trek: Picard (série TV)
- 2021 : Clarice (série télévisée)
- 2021 : Star Trek: Prodigy (série TV)
- 2022 : Star Trek: Strange New Worlds (série TV) (créateur)

### Réalisateur
- 2001-2004 : Alias (série télévisée) - Saison 2, épisode 15
- 2012 : Des gens comme nous (People Like Us)
- 2017 : La Momie (The Mummy)